# Uleomyces japonica
Uleomyces japonica är en svampart som först beskrevs av Henn. & Shirai, och fick sitt nu gällande namn av Henn. ex Arx 1963. Uleomyces japonica ingår i släktet Uleomyces och familjen Cookellaceae.   Inga underarter finns listade i Catalogue of Life.